# Ovidiu-Corneliu Popescu
Ovidiu-Corneliu Popescu (n.  ?) este un diplomat și senator român în legislatura 1992-1996 ales în municipiul București pe listele partidului FSN. Ovidiu-Corneliu Popescu a devenit membru PD din mai 1993. În cadrul activității sale parlamentare, Ovidiu-Corneliu Popescu a inițiat o singură moțiune. Ovidiu-Corneliu Popescu a fost ambasador al României în Statele Unite ale Americii, Maroc și Belgia. În 1994, Ovidiu-Corneliu Popescu a fost ales membru în grupul de prietenie cu Republica Slovacă.

## Legaturi externe
- Ovidiu-Corneliu Popescu Arhivat în 22 august 2016, la Wayback Machine. la cdep.ro